# La Foire aux Enfoirés
Albums de Les Enfoirés
Tous dans le même bateau
(2002) Les Enfoirés dans l'espace
(2004)
La Foire aux Enfoirés est le titre du douzième spectacle des Enfoirés, de l'album et de la vidéo qui en sont tirés. Il a été enregistré le 19 janvier 2003 au Zénith de Lille.
Le double CD reprend les chansons en deux parties : les chansons complètes sur le premier CD et les medleys sur le deuxième. Le DVD reprend l'intégralité du spectacle.

## Liste des titres et interprètes
| n° | Titre                              | Interprète(s)                                                                    | Paroles                    | Musique                    | Interprète(s) original(aux)                        |
| -- | ---------------------------------- | -------------------------------------------------------------------------------- | -------------------------- | -------------------------- | -------------------------------------------------- |
| 1  | La terre promise                   | Les Enfoirés                                                                     |                            |                            | Richard Anthony                                    |
| 2  | Allumer le feu                     | Les Enfoirés                                                                     |                            |                            | Johnny Hallyday                                    |
| 3  | Medley « La fête foraine »         | Medley « La fête foraine »                                                       | Medley « La fête foraine » | Medley « La fête foraine » | Medley « La fête foraine »                         |
|    | - Mon p'tit loup                   | Francis Cabrel                                                                   |                            |                            | Johnny Hallyday                                    |
|    | - La plus belle pour aller danser  | Lorie                                                                            |                            |                            | Sylvie Vartan                                      |
|    | - Lilly voulait aller danser       | Lââm                                                                             |                            |                            | Julien Clerc                                       |
|    | - Les Sucettes                     | Ophélie Winter                                                                   |                            |                            | France Gall                                        |
|    | - Le marchand de bonheur           | Alain Souchon                                                                    |                            |                            | Les Compagnons de la chanson                       |
|    | - Comment ça va                    | Gad Elmaleh                                                                      |                            |                            | Patrick Bruel                                      |
|    | - J'attends l'amour                | Natasha St-Pier                                                                  |                            |                            | Jenifer                                            |
|    | - Attention Mesdames et Messieurs  | Liane Foly                                                                       |                            |                            | Michel Fugain                                      |
|    | - Mon manège à moi                 | Arielle Dombasle                                                                 |                            |                            | Édith Piaf                                         |
| 4  | Ça commence comme un rêve d'enfant | Maurane, Patricia Kaas, Patrick Fiori                                            |                            |                            | Julien Clerc                                       |
| 5  | Les Murs de poussière              | Garou, Jean-Jacques Goldman, Maxime Le Forestier                                 |                            |                            | Francis Cabrel                                     |
| 6  | Medley « Le vertige »              | Medley « Le vertige »                                                            | Medley « Le vertige »      | Medley « Le vertige »      | Medley « Le vertige »                              |
|    | - Ma vie, c'est un manège          | Francis Cabrel, Muriel Robin                                                     |                            |                            | Nicoletta                                          |
|    | - Tomber du ciel                   | Pierre Palmade, Yannick Noah                                                     |                            |                            | Jacques Higelin                                    |
|    | - Ça va, ça vient                  | Patricia Kaas, Gad Elmaleh                                                       |                            |                            | Liane Foly                                         |
|    | - Envole-moi                       | David Hallyday, Maurane, Ophélie Winter                                          |                            |                            | Jean-Jacques Goldman                               |
|    | - Je suis malade                   | Garou                                                                            |                            |                            | Serge Lama                                         |
| 7  | On se retrouvera                   | Patrick Bruel, Natasha St-Pier                                                   |                            |                            | Francis Lalanne                                    |
| 8  | Les Rois du monde                  | Marc Lavoine, Dany Brillant, Pierre Palmade, MC Solaar                           |                            |                            | Damien Sargue, Grégori Baquet et Philippe d'Avilla |
| 9  | Medley « La bagarre »              | Medley « La bagarre »                                                            | Medley « La bagarre »      | Medley « La bagarre »      | Medley « La bagarre »                              |
|    | - Zen                              | Jenifer, Marc Lavoine                                                            |                            |                            | Zazie                                              |
|    | - La bagarre                       | Julien Clerc, Jean-Jacques Goldman                                               |                            |                            | Johnny Hallyday                                    |
|    | - Laisse béton                     | Alain Souchon, Yannick Noah                                                      |                            |                            | Renaud                                             |
|    | - Fallait pas commencer            | Lorie, Mimie Mathy                                                               |                            |                            | Lio                                                |
|    | - Les coups                        | Patrick Fiori, Axel Bauer                                                        |                            |                            | Johnny Hallyday                                    |
| 10 | Elle est d'ailleurs                | Alain Souchon, Gérard Darmon, Garou, Jean-Louis Aubert, Marc Lavoine             |                            |                            | Pierre Bachelet                                    |
| 11 | J'en rêve encore                   | Francis Cabrel, Lorie, David Hallyday                                            |                            |                            | Gérald de Palmas                                   |
| 12 | Medley « La Solitude »             | Medley « La Solitude »                                                           | Medley « La Solitude »     | Medley « La Solitude »     | Medley « La Solitude »                             |
|    | - Comment lui dire                 | Liane Foly, Jean-Jacques Goldman                                                 |                            |                            | France Gall                                        |
|    | - Seul                             | Marc Lavoine, Patricia Kaas                                                      |                            |                            | Garou                                              |
|    | - Toute seule                      | Zazie, Julie Zenatti                                                             |                            |                            | Lorie                                              |
|    | - Ma solitude                      | Maxime Le Forestier, Dany Brillant                                               |                            |                            | Georges Moustaki                                   |
|    | - La Foule                         | Lââm                                                                             |                            |                            | Édith Piaf                                         |
| 13 | L'envie d'aimer                    | Julien Clerc, Patrick Fiori, Catherine Lara, Liane Foly                          |                            |                            |                                                    |
| 14 | Alexandrie Alexandra               | Lââm, Arielle Dombasle, Gérard Darmon, Gad Elmaleh, Patrick Timsit, Yannick Noah |                            |                            | Claude François                                    |
| 15 | Medley « Le bal »                  | Medley « Le bal »                                                                | Medley « Le bal »          | Medley « Le bal »          | Medley « Le bal »                                  |
|    | - Emmène-moi danser ce soir        | Garou, Lorie                                                                     |                            |                            | Michèle Torr                                       |
|    | - C'est mon dernier bal            | Patrick Bruel, Gérard Darmon                                                     |                            |                            | Renaud                                             |
|    | - La java bleue                    | Muriel Robin, Yannick Noah                                                       |                            |                            | Fréhel                                             |
|    | - Moi je suis tango                | Patrick Timsit                                                                   |                            |                            | Guy Marchand                                       |
|    | - Les bals populaires              | Dany Brillant, Francis Cabrel                                                    |                            |                            | Michel Sardou                                      |
| 16 | Il me dit que je suis belle        | Liane Foly, Natasha St-Pier, Julie Zenatti, Jenifer                              |                            |                            | Patricia Kaas                                      |
| 17 | Juste une illusion                 | Gérald de Palmas, Francis Cabrel, Ophélie Winter                                 |                            |                            | Jean-Louis Aubert                                  |
| 18 | Medley « L'amour »                 | Medley « L'amour »                                                               | Medley « L'amour »         | Medley « L'amour »         | Medley « L'amour »                                 |
|    | - Laisse-moi t'aimer               | Patrick Bruel, Maurane                                                           |                            |                            | Mike Brant                                         |
|    | - Ti amo                           | Lorie, Patrick Fiori                                                             |                            |                            | Lena Ka                                            |
|    | - Elle tu l'aimes                  | Mimie Mathy, Lââm                                                                |                            |                            | Hélène Ségara                                      |
|    | - Nous                             | Maxime Le Forestier, Arielle Dombasle                                            |                            |                            | Hervé Vilard                                       |
|    | - Désir, désir                     | Jenifer, Gérard Darmon                                                           |                            |                            | Laurent Voulzy et Véronique Jannot                 |
| 19 | Les gens du Nord                   | Muriel Robin, Les Enfoirés                                                       |                            |                            | Enrico Macias                                      |
| 20 | C'est une belle journée            | Jean-Louis Aubert, Alain Souchon                                                 |                            |                            | Mylène Farmer                                      |
| 21 | Medley « La lumière »              | Medley « La lumière »                                                            | Medley « La lumière »      | Medley « La lumière »      | Medley « La lumière »                              |
|    | - Entrer dans la lumière           | Julien Clerc, Zazie                                                              |                            |                            | Patricia Kaas                                      |
|    | - Ville de lumière                 | Julie Zenatti, Maxime Le Forestier                                               |                            |                            | Gold                                               |
|    | - Le feu                           | Garou, Patrick Timsit                                                            |                            |                            | Johnny Hallyday                                    |
|    | - Elle allume des bougies          | Jean-Louis Aubert, Ophélie Winter                                                |                            |                            | Fred Blondin                                       |
|    | - Éteins la lumière                | Gérald de Palmas, Patrick Fiori                                                  |                            |                            | Axel Bauer                                         |
| 22 | La vie ne vaut rien                | Yannick Noah, Jean-Jacques Goldman, Patrick Timsit, Estelle Lefébure             |                            |                            | Alain Souchon                                      |
| 23 | Le parking des anges               | Zazie, Jenifer, Axel Bauer, Gad Elmaleh                                          |                            |                            | Marc Lavoine                                       |
| 24 | Quand les hommes vivront d'amour   | Les Enfoirés                                                                     |                            |                            | Raymond Lévesque                                   |
| 25 | Voilà c'est fini                   | Mimie Mathy, Les Enfoirés                                                        |                            |                            | Jean-Louis Aubert                                  |
| 26 | La Chanson des Restos              | Les Enfoirés                                                                     |                            |                            |                                                    |

## Artistes présents
Cette année-là, 35 artistes ont participé à au moins un concert :
- Jean-Louis Aubert
- Axel Bauer
- Dany Brillant
- Patrick Bruel
- Francis Cabrel
- Julien Clerc
- Gérard Darmon (Première participation)
- Gérald de Palmas
- Arielle Dombasle (Première participation)
- Gad Elmaleh (Première participation)
- Patrick Fiori
- Liane Foly
- Garou
- Jean-Jacques Goldman
- David Hallyday
- Jenifer (Première participation)
- Patricia Kaas
- Lââm
- Catherine Lara
- Marc Lavoine
- Estelle Lefebure (Première participation)
- Maxime Le Forestier
- Lorie
- Mimie Mathy
- Maurane
- MC Solaar
- Yannick Noah
- Pierre Palmade
- Muriel Robin
- Natasha St-Pier (Première participation)
- Alain Souchon
- Patrick Timsit
- Ophélie Winter
- Zazie
- Julie Zenatti (Première participation)

## Musiciens
- Basse, Arrangements & Direction d'Orchestre : Guy Delacroix
- Batterie : Laurent Faucheux
- Percussions & Chœurs : Dany Vasnier
- Claviers : Arnaud Dunoyer de Segonzac
- Claviers & Accordéon : Jean-Yves Bikialo
- Guitares : Michel-Yves Kochmann & Emmanuel Vergeade
- Saxophone & Flûtes : Patrick Bourgoin
- Chœurs : Brenda Della Valle & Luc Bertin
- Choeurs sur "La terre promise" et  "Ca commence comme un rêve d'enfant" : La Maîtrise Boréale
- Guitares additionnelles : Jean-Louis Aubert (sur "Juste une illusion"), Francis Cabrel (sur "J'en rêve encore"), Axel Bauer (sur "Eteinds la lumière") et Alain Souchon (sur "La vie ne vaut rien")
- Guitares additionnelles sur "Les Murs de Poussières" : Jean-Jacques Goldman, Garou et Maxime Le Forestier
- Violons sur "Le parking des anges" : Catherine Lara & Jean-Jacques Goldman

## Classements hebdomadaires
| Classement (2003)            | Meilleure place |
| ---------------------------- | --------------- |
| Belgique (Wallonie Ultratop) | 1               |
| France (SNEP)                | 1               |
| Suisse (Schweizer Hitparade) | 2               |

## Certifications
| Pays          | Certification | Unités certifiées |
| ------------- | ------------- | ----------------- |
| France (SNEP) | 3 × Platine   | 300 000           |
| Suisse (IFPI) | Or            | 20 000            |